# Pentagraf
Pentagraf (z gr. πέντε, pente, „pięć” i γράφω, grapho, „zapis”) – pięć liter oznaczających jedną głoskę, przykładem jest nieużywany współcześnie pentagraf „tzsch”, który oznacza dźwięk cz w języku niemieckim. Ten następujący pentagraf jest jedynie wykorzystywany w nazwach własnych np. w nazwisku Fryderyka Nietzsche.